# Colt Paterson

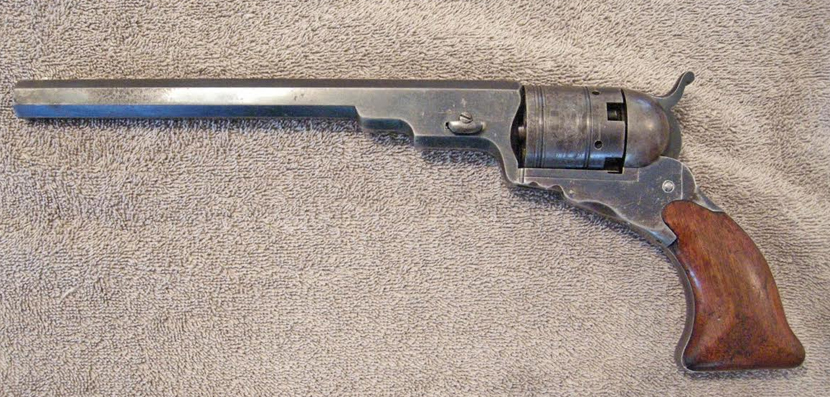
Um Colt Paterson "Number 5"

O Colt Paterson foi a primeira arma de fogo comercial, de repetição, a empregar um cilindro giratório de múltiplas câmaras que se alinhavam a um único cano fixo. 

## Desenho
O desenho do Colt Paterson foi patenteado por Samuel Colt em 25 de fevereiro de 1836, nos Estados Unidos, na França e na Inglaterra, e o seu nome era derivado da cidade onde era produzido, Paterson, Nova Jersey. Inicialmente, esse revólver de cinco tiros, foi produzido no calibre .28, um modelo no calibre .36 passou a ser produzido logo no ano seguinte. De acordo com os desenhos originais, o Colt Paterson foi produzido sem a alavanca de carregamento; o usuário precisava desmontar o revólver parcialmente para recarregá-lo. A partir de 1839 no entanto, uma alavanca de carregamento e "janelas" para as espoletas, foram incluídas no desenho, permitindo a recarga sem a desmontagem parcial do revólver. Esses dois novos itens no desenho, foram incorporados depois que boa parte dos Colt Paterson já tivessem sido produzidos, de 1836 até 1839.
Diferente dos subsequentes, o Colt Paterson, tinha um gatilho "dobrável", que só ficava visível quando o cão era engatilhado. Uma renovação de patente subsequente em 1849, e litigância agressiva contra os infratores, deu à Colt um monopólio no desenvolvimento de revólveres até meados da década de 1850.

## Galeria
- Agrupamento de tiro lento a distância de 60 pés (18 m)
- Ferramentas de desmontagem e recarregamento
- Colt Paterson 2nd Belt Model
- Diagrama explodido do Colt Paterson exibindo mecanismo interno
- Ilustrações das patentes do Colt Paterson "Holster Model"
- Um Colt Paterson Holster Model (No. 5) original
- O rifle Colt Paterson 1838
- Desenho da patente da carabina Paterson Model 1839